# (2841) Puijo
(2841) Puijo est un astéroïde de la ceinture principale.

## Description
(2841) Puijo est un astéroïde de la ceinture principale. Il fut découvert le 26 février 1943 à Turku par Liisi Oterma. Il présente une orbite caractérisée par un demi-grand axe de 2,25 UA, une excentricité de 0,08 et une inclinaison de 4,9° par rapport à l'écliptique.

## Compléments